# Liste des mots de passe les plus courants
Cet article contient des listes des mots de passe les plus courants, selon différentes sources.
Les mots de passe courants ne doivent évidemment pas être utilisés, car ils n'ont pas la robustesse nécessaire pour résister au cassage de mots de passe.

## SplashData
La Liste des pires mots de passe (en anglais, Worst Passwords List) est une liste annuelle des 25 mots de passe les plus courants produite par la société de sécurité Internet SplashData. Depuis 2011, la société publie cette liste sur la base des millions de mots de passe révélés lors de violations de données, principalement en Amérique du Nord et en Europe occidentale. Dans l'édition 2016, les 25 mots de passe les plus communs constituaient plus de 10 % des mots de passe révélés. Le mot de passe le plus courant en 2016 était 123456 et il représentait 4 % des mots de passe révélés.
| Rang | 2011     | 2012      | 2013       | 2014      | 2015       | 2016       | 2017      | 2018      | 2019       |
| ---- | -------- | --------- | ---------- | --------- | ---------- | ---------- | --------- | --------- | ---------- |
| 1    | password | password  | 123456     | 123456    | 123456     | 123456     | 123456    | 123456    | 123456     |
| 2    | 123456   | 123456    | password   | password  | password   | password   | password  | password  | 123456789  |
| 3    | 12345678 | 12345678  | 12345678   | 12345     | 12345678   | 12345      | 12345678  | 123456789 | qwerty     |
| 4    | qwerty   | abc123    | qwerty     | 12345678  | qwerty     | 12345678   | qwerty    | 12345678  | password   |
| 5    | abc123   | qwerty    | abc123     | qwerty    | 12345      | football   | 12345     | 12345     | 1234567    |
| 6    | monkey   | monkey    | 123456789  | 123456789 | 123456789  | qwerty     | 123456789 | 111111    | 12345678   |
| 7    | 1234567  | letmein   | 111111     | 1234      | football   | 1234567890 | letmein   | 1234567   | 12345      |
| 8    | letmein  | dragon    | 1234567    | baseball  | 1234       | 1234567    | 1234567   | sunshine  | iloveyou   |
| 9    | trustno1 | 111111    | iloveyou   | dragon    | 1234567    | princess   | football  | qwerty    | 111111     |
| 10   | dragon   | baseball  | adobe123   | football  | baseball   | 1234       | iloveyou  | iloveyou  | 123123     |
| 11   | baseball | iloveyou  | 123123     | 1234567   | welcome    | login      | admin     | princess  | abc123     |
| 12   | 111111   | trustno1  | admin      | monkey    | 1234567890 | welcome    | welcome   | admin     | qwerty123  |
| 13   | iloveyou | 1234567   | 1234567890 | letmein   | abc123     | solo       | monkey    | welcome   | 1q2w3e4r   |
| 14   | master   | sunshine  | letmein    | abc123    | 111111     | abc123     | login     | 666666    | admin      |
| 15   | sunshine | master    | photoshop  | 111111    | 1qaz2wsx   | admin      | abc123    | abc123    | qwertyuiop |
| 16   | ashley   | 123123    | 1234       | mustang   | dragon     | 121212     | starwars  | football  | 654321     |
| 17   | bailey   | welcome   | monkey     | access    | master     | flower     | 123123    | 123123    | 555555     |
| 18   | passw0rd | shadow    | shadow     | shadow    | monkey     | passw0rd   | dragon    | monkey    | lovely     |
| 19   | shadow   | ashley    | sunshine   | master    | letmein    | dragon     | passw0rd  | 654321    | 7777777    |
| 20   | 123123   | football  | 12345      | michael   | login      | sunshine   | master    | !@#$%^&*  | welcome    |
| 21   | 654321   | jesus     | password1  | superman  | princess   | master     | hello     | charlie   | 888888     |
| 22   | superman | michael   | princess   | 696969    | qwertyuiop | hottie     | freedom   | aa123456  | princess   |
| 23   | qazwsx   | ninja     | azerty     | 123123    | solo       | loveme     | whatever  | donald    | dragon     |
| 24   | michael  | mustang   | trustno1   | batman    | passw0rd   | zaq1zaq1   | qazwsx    | password1 | password1  |
| 25   | Football | password1 | 000000     | trustno1  | starwars   | password1  | trustno1  | qwerty123 | 123qwe     |

## Keeper
Le gestionnaire de mots de passe Keeper a compilé sa propre liste des 25 mots de passe les plus courants en 2016, à partir des 25 millions de mots de passe révélés par des violations de données cette année-là.
| Rang | 2016       |
| ---- | ---------- |
| 1    | 12345678   |
| 2    | 123456790  |
| 3    | qwerty     |
| 4    | 12345678   |
| 5    | 1111111    |
| 6    | 1234567890 |
| 7    | 1234567    |
| 8    | password   |
| 9    | 123123     |
| 10   | 987654321  |
| 11   | qwertyuiop |
| 12   | mynoob     |
| 13   | 123321     |
| 14   | 666666     |
| 15   | 18atcskd2w |
| 16   | 7777777    |
| 17   | 1q2w3e4r   |
| 18   | 654321     |
| 19   | 555555     |
| 20   | 3rjs1la7qe |
| 21   | google     |
| 22   | 1q2w3e4r5t |
| 23   | 123qwe     |
| 24   | zxcvbnm    |
| 25   | 123mdp     |
| 26   | 0000       |

## Projet Richelieu
Le projet Richelieu, créé par les développeurs Maxime Alay-Eddine et Paul Barbaste, établit une liste des mots de passe français les plus courants. Ceux-ci proviennent de fuites de données rendues publiques, filtrées sur les adresses e-mail en « .fr ». La liste de 20 000 mots de passe est distribuée via GitHub sous licence Creative Commons Attribution.
| Rang | 2019       |
| ---- | ---------- |
| 1    | 123456     |
| 2    | 123456789  |
| 3    | azerty     |
| 4    | 1234561    |
| 5    | qwerty     |
| 6    | marseille  |
| 7    | 000000     |
| 8    | 1234567891 |
| 9    | doudou     |
| 10   | 12345      |
| 11   | loulou     |
| 12   | 123        |
| 13   | password   |
| 14   | azertyuiop |
| 15   | 12345678   |
| 16   | soleil     |
| 17   | chouchou   |
| 18   | 1234       |
| 19   | 1234567    |
| 20   | 123123     |
| 21   | 123451     |
| 22   | bonjour    |
| 23   | 111111     |
| 24   | nicolas    |
| 25   | jetaime    |

## Note
1. 1 2  La présence d'« adobe123 » et de « photoshop » sur la liste de cette année est biaisée à cause du grand nombre de mots de passe Adobe inclus dans les données récupérées en 2013 lors d'une grave faille de sécurité, qui a touché plus de 48 millions d'utilisateurs d'Adobe[6],[12].